# Лагман

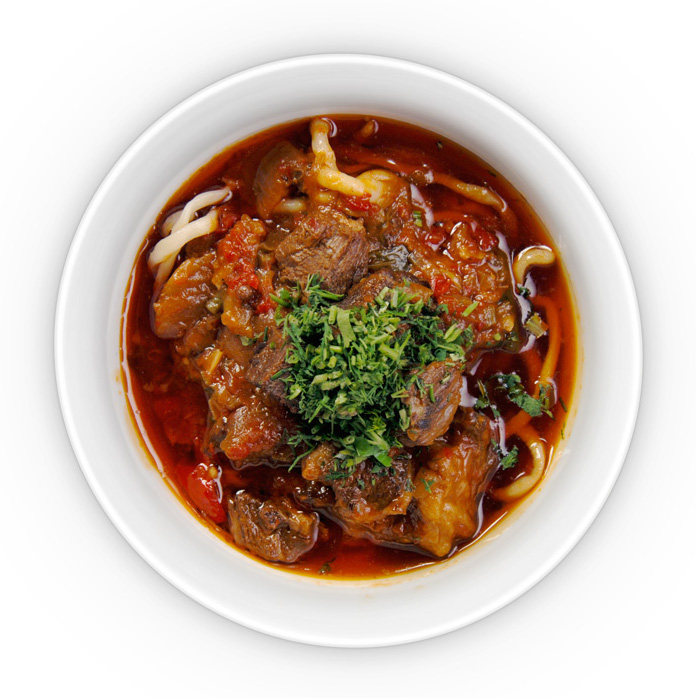
Узбекский lag'mon в Ташкенте

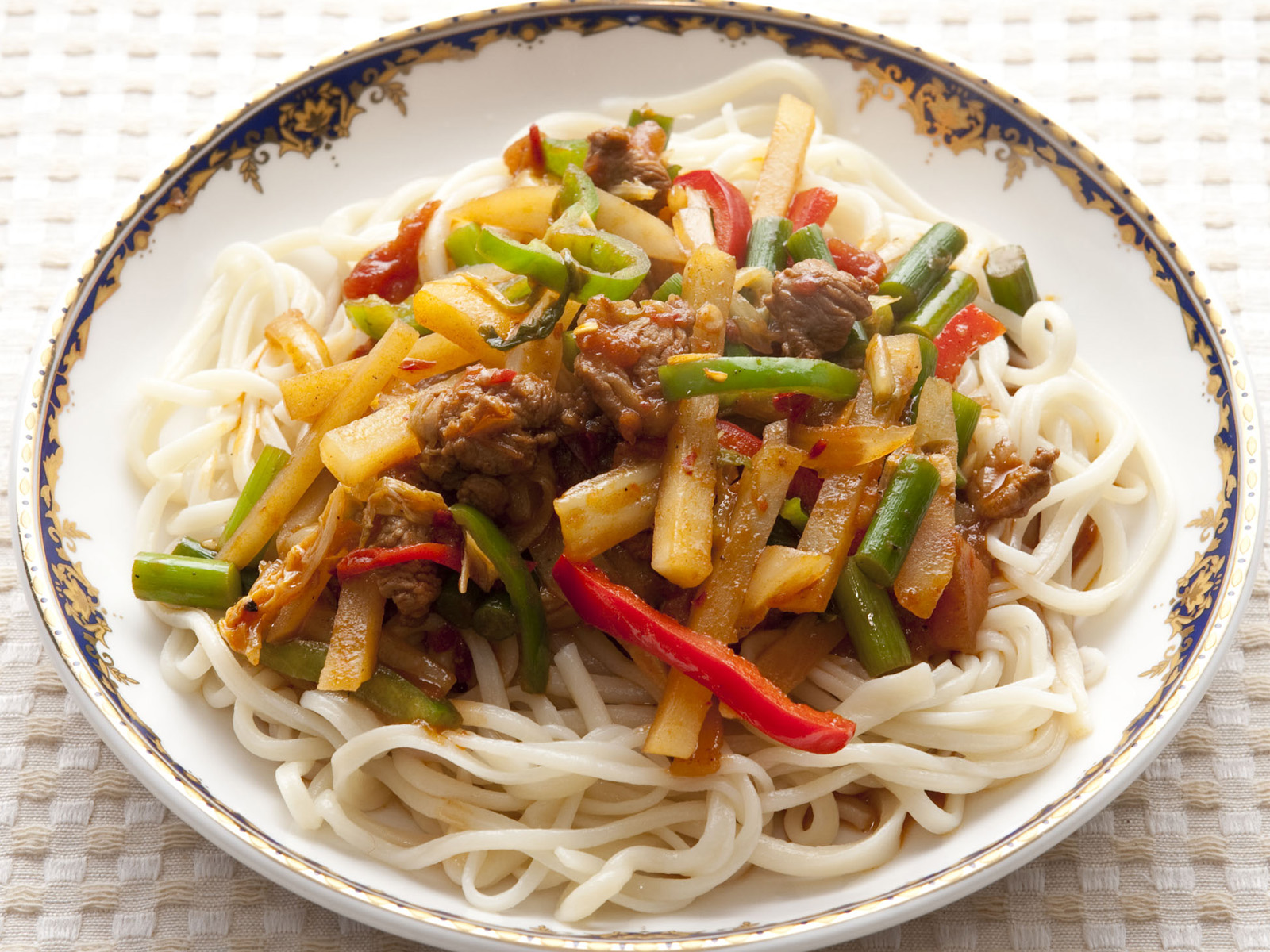
Лагман, поданный в уйгурском ресторане в Токио

Лагма́н (уйг لەغمەن,  кит. трад. 拉麵, упр. 拉面, пиньинь lāmiàn, палл. ламя́нь, букв. «тянутая лапша») — популярное среднеазиатское национальное блюдо уйгуров и дунган, проживающих в Средней Азии и Китае, в провинциях Шеньси, Ганьсу, Нинься, Синьцзян и Цинхай, а также узбеков и киргизов.
Популярен в Казахстане, Кыргызстане, Таджикистане, Узбекистане, Афганистане, в среде крымских татар. В России подаётся в специализированных восточных ресторанах — по традиции, в кесе́ (в большой пиале). Уйгурский лагман обычно подаётся в глубоких тарелках, в некоторых заведениях могут вместо ложек и вилок предложить одноразовые палочки.

## Технология приготовления
Лагман готовится из мяса (преимущественно баранины или говядины), овощей и тянутой длинной лапши. Лапшу тянут двумя способами: раскручивая кусок теста наподобие детской скакалки, вытягивают его в моток лапши или раскатывая между ладонями и вытягивая. При большом количестве бульона лагман похож на суп, при других способах приготовления — как лапша с подливой и сложной начинкой. Из овощей в основном при приготовлении используют перец, баклажаны, фасоль, капусту, редьку, лук, морковь, засоленный стручковый перец, жусай, в качестве приправы добавляют лазжан (смесь красного, горького, молотого перца с чесноком, залитую кипящим растительным маслом). В лагман добавляются пряности и зелень. Есть различные виды лагмана: гуйру, сюоюжоу, гоюжоу (кит. трад. 過油肉, упр. 过油肉, пиньинь guòyóuròu), босо и другие.

## Особенности лагмана у разных народов

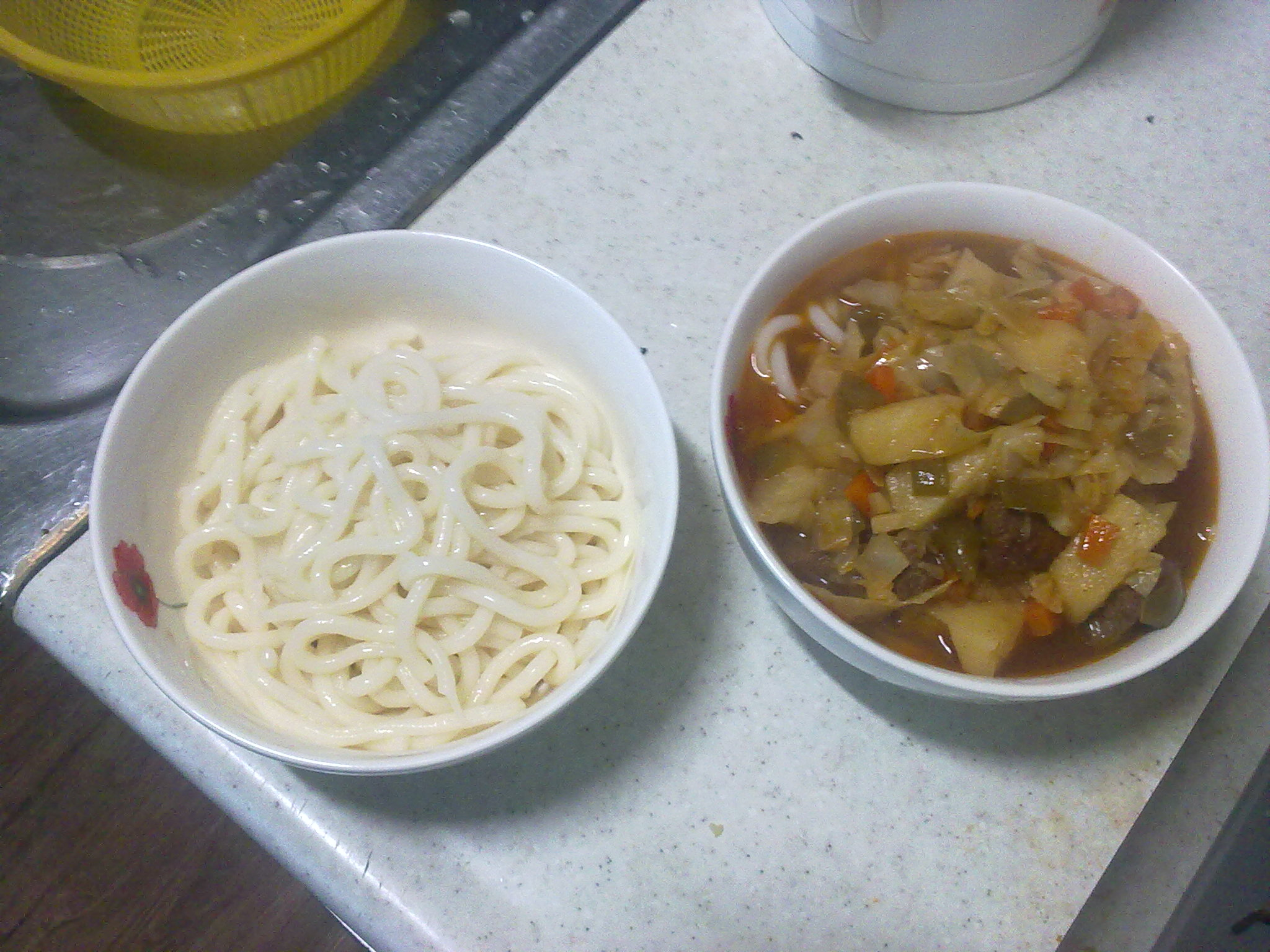
Киргизский лагман в кесе. Лапша и готовая порция

Сейчас столько рецептов этого блюда, что достаточно сложно его классифицировать. В общем можно разделить на две группы, более аутентичную восточно-туркестанскую (уйгурский и дунганский, едят палочками) и западно-туркестанскую (среднеазиатскую).
- Уйгурский вариант. Это блюдо имеет больше консистенцию гарнира, чем супа. А подлива для лагмана готовится с минимальным применением жидкости.
- Дунганский рецепт. В нём допускается любое количество жидкости по вкусу. Есть вариант приготовления с жареной лапшой (жади — люмян).
- Для киргизского лагмана лапша может быть «чозмо́» (тянутая) или «кесме́», то есть нарезанной из раскатанного теста. Из овощей в подливке часто бывает зелёная редька и картофель, чего не бывает в уйгурском лагмане.
- Лагман узбекской кухни. Он имеет консистенцию классического супа, поэтому лапши в нём немного.
- Лагман казахской кухни. Такой рецепт имеет в своём составе омлет. Омлет жарится отдельно, а потом режется соломкой и добавляется в суп при подаче к столу.
- Лагман таджикской кухни. На завершающем этапе приготовления добавляется кислое молоко.

Приведённая классификация довольно условна. В каждом виде имеется ещё множество подвидов.

## Калорийность
- В зависимости от сезона в блюдо добавляются разные овощи: капуста, редька, картошка, баклажаны, помидоры, морковь, фасоль и другие. Из мяса используется баранина, также используется и говядина. Так как основным регионом лагмана является Средняя Азия, свинина в этом блюде не используется. Лагман — вкусное, сытное и калорийное блюдо, поэтому оно любимо во многих семьях.

Калорийность блюда варьируется от степени его густоты. В виде супа, он имеет 120–130 килокалорий на 100 граммов. В виде второго блюда может достигать 250 килокалорий. Такое блюдо содержит много белков и жиров. Самые калорийные в блюде — мясо баранины и лапша. Поэтому тем, кто на диете, можно сократить количество этих продуктов в рецепте, мясо лучше выбирать без жира.